# Grenadier-Brigade 92 (Wehrmacht)
Die Grenadier-Brigade 92, später Panzer-Grenadier-Brigade 92 war eine deutsche Infanteriebrigade im Zweiten Weltkrieg.

## Geschichte
Am 2. Mai 1943 wurde aus einem Regimentsstab, einer I. und II. Abteilung des Sonderverbands 287 (Deutsch-Arabische Legion) das Grenadier-Regiment (mot.) 92 aufgestellt. Dieses wurde durch eine im Wehrkreis II aufgestellte leichte Batterie und einer leichten Pionier-Kompanie 92 verstärkt. Hieraus wurde am 5. Juni 1944 die Grenadier-Brigade 92 als selbstständiger Verband.
Am 1. Januar 1945 wurde die Grenadier-Brigade 92 in Panzer-Grenadier-Brigade 92 umbenannt. Am 31. Januar 1945 erfolgte eine Auffrischung der Einheit. Hierbei wurde die leichte Batterie auf die Artillerie-Abteilung 192 und die Pionier-Kompanie auf das Pionier-Bataillon 192 aufgestockt. Die Panzerjäger-Abteilung 192 wurde neu aufgestellt. 
Über das Bestehen der Armeeabteilung Serbien vom 26. September 1944 bis 27. Oktober 1944 war die Brigade bei Belgrad hier der Gruppe Schneckenberger zugeteilt. Sie erhielt starke Verluste. 1945 kämpfte die Brigade in Ungarn und rund um Wien. Nur im März war die Brigade bei der 2. Panzerarmee und stand im April 1945 bei der 8. Armee.
Vom 1. Juni 1944 bis November 1944 war der Oberst Werner von Hillebrandt Kommandeur der Brigade, welche später durch Oberst Herbert Grosser geführt wurde.

## Gliederung
1943
- I. Abteilung mit 1. bis 4. Kompanie
- II. Abteilung mit 5. bis 8. Kompanie
- leichte Batterie
- leichte Pionier-Kompanie

Nach der Auffrischung 1945
- I. Abteilung mit 1. bis 4. Kompanie
- II. Abteilung mit 5. bis 8. Kompanie
- Panzerjäger-Abteilung 192
- Artillerie-Abteilung 192
- Pionier-Bataillon 192